# Gastrotheca nicefori
Gastrotheca nicefori (tên tiếng Anh: Rana Marsupial De Niceforo) là một loài ếch trong họ Hemiphractidae.
Nó được tìm thấy ở Colombia, Panama, và Venezuela.
Các môi trường sống tự nhiên của chúng là các khu rừng ẩm ướt đất thấp nhiệt đới hoặc cận nhiệt đới, các khu rừng vùng núi ẩm nhiệt đới hoặc cận nhiệt đới, và các khu rừng trước đây bị suy thoái nặng nề.